# Cedarosaurus
Cedarosaurus („ještěr ze souvrství Cedar Mountain“) byl rod sauropodního (možná brachiosauridního) dinosaura, formálně popsaného v roce 1999 z území Utahu (USA). Mohl být blízkým příbuzným rodu Astrodon.

## Objev a popis
Fosilie dinosaura sestávají z nekompletní kostry, objevené ve vrstvách spodní křídy (geologický věk barrem, stáří asi 130 až 125 milionů let). Typový a zatím jediný známý druh tohoto rodu je C. weiskopfae. Při délce kolem 15 metrů dosahoval tento sauropod hmotnosti asi 10 tun. Představoval tedy spíše středně velkého sauropoda.

## Gastrolity
Zajímavostí je, že tento dinosaurus, řazený někdy do nově vytvořené skupiny Laurasiformes, byl objeven v asociaci s velkým počtem gastrolitů (trávicích kamenů). Těch bylo dohromady 115 o celkové váze 7 kilogramů. Většina z nich byla malá, nejtěžší vážil 715 gramů.